# Hijōsen no Onna
Hijōsen no Onna (非常線の女, Hijōsen no Onna, lit. "mulher no cordão") (bra: A Delinquente ou Mulheres em Luta) é um filme mudo japonês de gangster de 1933, dirigido por Yasujirō Ozu. Escrito por Tadao Ikeda, o filme conta a história de um gangster e sua namorada que encontram a redenção através das ações de uma garota inocente e de seu irmão não tão inocente.

## Sinopse
Tokiko (Kinuyo Tanaka) é uma digitadora e namorada de um gangster, Joji (Joji Oka). Um estudante, Hiroshi (Kōji Mitsui), junta-se à gangue. Quando Joji começa a se apaixonar pela irmã de Hiroshi, Kazuko (Sumiko Mizukubo), Tokiko decide assustar sua rival. No entanto, Tokiko gosta de Kazuko e decide desistir de seu plano. Após descobrir o ocorrido, Joji expulsa Tokiko da gangue, mas ela logo retorna e o convence a desistir de sua vida de criminoso.
Enquanto isso, Hiroshi rouba todo o dinheiro da loja onde sua irmã trabalha. Nisso, Joji e Tokiko roubam o chefe de Tokiko e dão o dinheiro a Hiroshi para que ele devolva a quantia que ele havia roubado.
Perseguida pela polícia, Tokiko implora a Joji que se renda. Quando ele se recusa, ela atira nele. Conforme os policias se aproximam, o casal começa a se abraçar.

## Elenco
- Kinuyo Tanaka como Tokiko
- Joji Oka como Joji

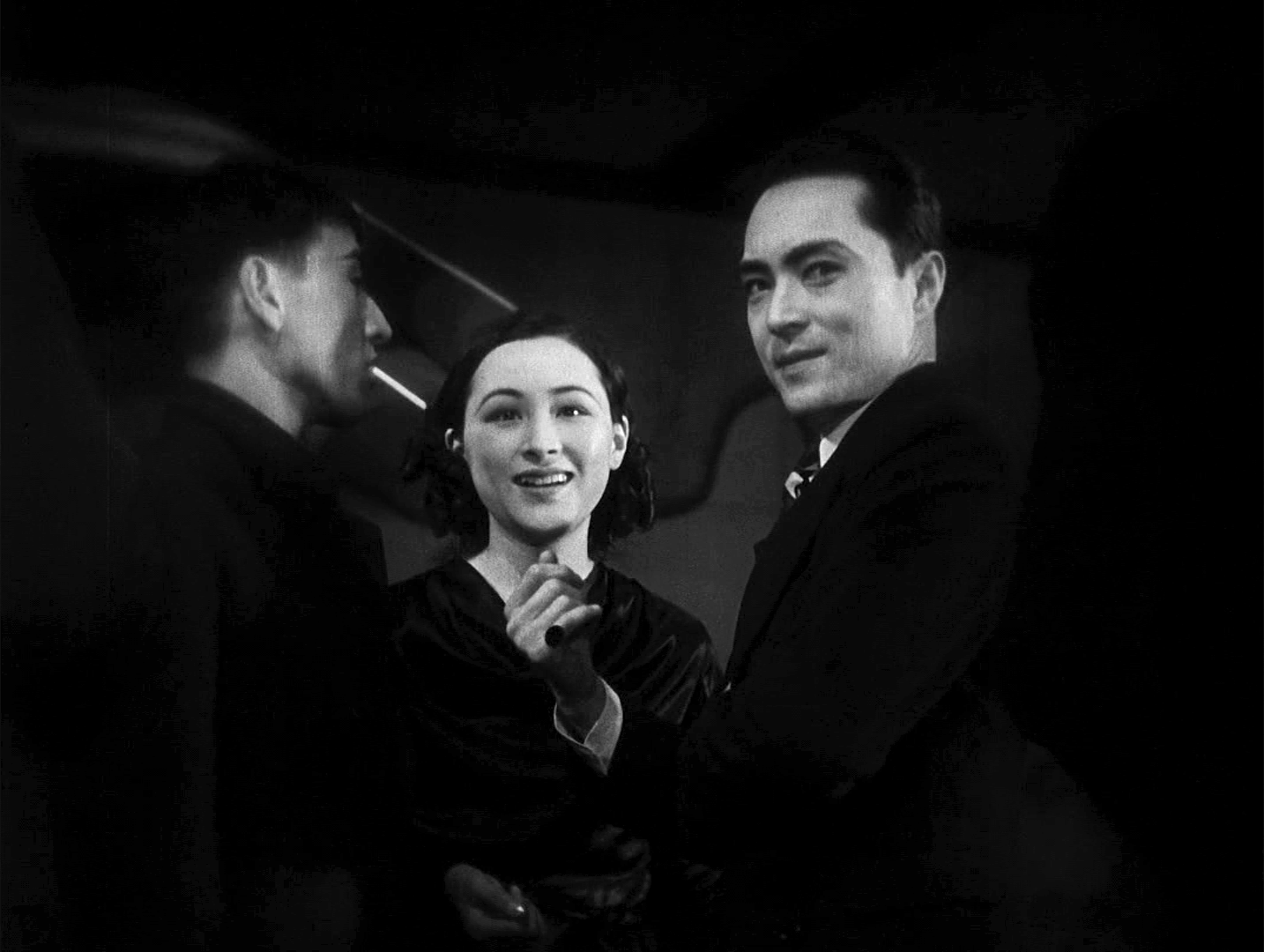
Os atores (da esquerda à direita) Yoshio Takayama, Yumeko Aizome e Joji Oka em cena do filme

- Sumiko Mizukubo como Kazuko, irmã de Joji
- Kōji Mitsui como Hiroshi (creditado como Hideo Mitsui), irmão de Tokiko
- Yumeko Aizome como Misako
- Yoshio Takayama como Senko
- Koji Kaga como Misawa
- Yasuo Nanjo como Okazaki, filho do presidente da empresa
- Chishū Ryū como um policial

## Mídia doméstica
Em 18 de março de 2013, o British Film Institute lançou Hijōsen no Onna em DVD para a Região 2 como parte da coleção The Gangster Films, junto com Walk Cheerfully (1930), Sono Yo no Tsuma (1930) e o fragmento sobrevivente de A Straightforward Boy (1929).
A Criterion Collection lançou o filme para a Região 1, em 21 de abril de 2015, junto com Walk Cheerfully e Sono Yo no Tsuma, ambos de Ozu, como parte de uma caixa de DVD de sua série intitulada Eclipse.

## Lançamento cinematográfico
O filme foi exibido em vários locais da Escócia em 2014, como parte do Hippodrome Festival of Silent Cinema, com acompanhamento musical ao vivo de Jane Gardner (piano), Roddy Long (violino) e Hazel Morrison (percussão).